# Bruis (Frankrijk)
Bruis is een plaats en voormalige gemeente in het Franse departement Hautes-Alpes in de regio Provence-Alpes-Côte d'Azur. Bruis fuseerde op 1 juli 2017 met Montmorin en Sainte-Marie tot de commune nouvelle Valdoule, die deel uitmaakt van het arrondissement Gap. 

## Geografie
De oppervlakte van Bruis bedraagt 29,5 km², de bevolkingsdichtheid is dus 2,2 inwoners per km².
De onderstaande kaart toont de ligging van Bruis (Frankrijk) met de belangrijkste infrastructuur en aangrenzende gemeenten.

## Demografie
Onderstaande figuur toont het verloop van het inwonertal.
Vanwege een beveiligingsprobleem met de MediaWiki Graph-software is het momenteel niet mogelijk deze grafiek weer te geven. Zodra de software is bijgewerkt zal de grafiek vanzelf weer zichtbaar worden.